# Tarassiwka (Tultschyn)
Tarassiwka (ukrainisch Тарасівка; russisch Тарасовка Tarassowka) ist ein Dorf in der ukrainischen Oblast Winnyzja mit etwa 850 Einwohnern (2001).

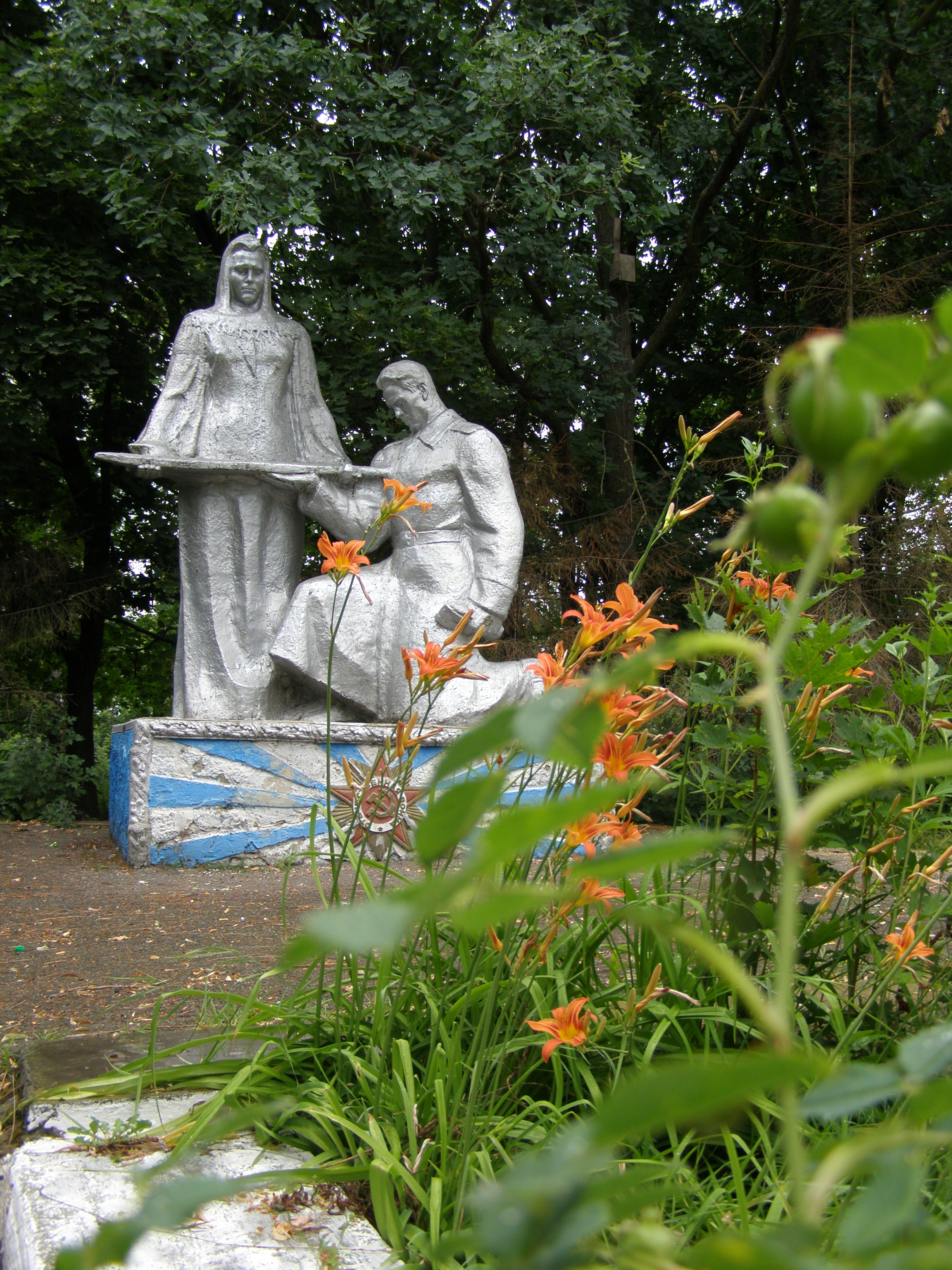
Denkmal für Gefallene des Zweiten Weltkriegs in Tarassiwka

Das erstmals 1650 schriftlich erwähnte Dorf hieß vor dem Ersten Weltkrieg  Stolypino (Столипіно). 1919 erhielt es den Namen Izka (Іцька) und 1924 wurde das Dorf, zum Gedenken an Taras Schewtschenko, in Tarassiwka umbenannt.
Die Ortschaft wurde am 22. Juli 1941 von der Wehrmacht besetzt, die nach einer Weile die Besatzungsmacht im Dorf der Armata Română übertrug. Im März 1944 wurde Tarassiwka von der Roten Armee zurückerobert.
Das Dorf liegt auf einer Höhe von 229 m am Ufer der Izka (Іцька), einem 18 km langen, linken Nebenfluss der Silnyzja (Сільниця, Zufluss des Südlichen Bugs), 8 km nördlich vom Rajonzentrum Tultschyn und 72 km südöstlich vom Oblastzentrum Winnyzja.
Östlich vom Dorf verläuft die Regionalstraße P–08.
Am 12. Juni 2020 wurde das Dorf ein Teil der neugegründeten Stadtgemeinde Tultschyn, bis dahin bildete es die gleichnamige Landratsgemeinde Tarassiwka (Тарасівська сільська рада/Tarassiwska silska rada) im Norden des Rajons Tultschyn.